# Ipê
Ipê là một đô thị thuộc bang Rio Grande do Sul, Brasil. Đô thị này có diện tích 599,948 km², dân số năm 2007 là 5875 người, mật độ 9,79 người/km².